# Pohorelá
Pohorelá je obec na Slovensku, v okrese Brezno v Banskobystrickém kraji, na úpatí Nízkých Tater pod vrchem Orlová. V blízkosti obce při její jižní části protéká řeka Hron. Pohorelá je třetí největší obcí regionu Horehroní.
V roce 2013 zde žilo 2 286 obyvatel.
První písemná zmínka od obci pochází z roku 1612.